# محمدرضا پهلوی اصفهانی
محمدرضا پهلوی اصفهانی (متولد ۶ اوت ۱۹۹۸) یک بازیکن بدمینتون اهل اندونزی است که به باشگاه جایارایا جاکارتا وابسته است. او در بلیتر به دنیا آمده و در سال ۲۰۱۵ عنوان قهرمانی دونفره پسران را در مسابقات چالش بین‌المللی جوانان اندونزی کسب کرد.